# Opel Cascada
Opel Cascada er en bilmodel fra Opel, som kom på markedet i marts 2013, efter at den havde haft premiere på Geneve Motor Show.
Opel Cascada afløste cabrioletudgaven af Astra H (Opel Astra TwinTop), men har dog stofkaleche, som kan åbnes ved en hastighed på op til 50 km/t. Cascada er i modsætning til sine forgængere sin egen modelserie, som er baseret på Astra J og også har teknik fra den større Insignia.